# آلفين كارلسون
آلفين كارلسون هو غطاس سويدي، ولد في 25 سبتمبر 1891 في ستوكهولم في السويد، وتوفي في 26 أكتوبر 1972 في مالمو في السويد.

## وصلات خارجية
- آلفين كارلسون على موقع أوليمبيديا (الإنجليزية)
- آلفين كارلسون على موقع اللجنة الأولمبية السويدية (السويدية)